# Mawlana Muhammad Ali
Mawlana Muhammad Ali Jowhar (1878 -4 de gener de 1931) fou un polític, periodista i poeta indi musulmà i un dels principals dirigents del Moviment Khilafat.

## Biografia
Muhammad Ali va néixer el 1878 l'estat de Rampur en una família de llinatge rohilla paixtu. Era germà de Mawlana Shawkat Ali. Malgrat la primerenca mort del seu pare, la família va aconseguir tirar endavant i Ali va arribar a assistir a la Universitat Musulmana Aligarh i al Col·legi Lincoln de la Universitat d'Oxford el 1898, estudiant història moderna. Després de la seva tornada a l'Índia va exercir com a director d'educació per a l'estat de Rampur i després va treballar en el servei civil de Baroda. Va escriure per a diaris anglesos i indis, en anglès i en urdú. Va iniciar el setmanari Hamdard en urdú i Comrade el 1911. El 1913 es va mudar Delhi. Mohammad Ali va buscar expandir la Universitat Musulmana Aligarh, llavors coneguda com el Col·legi Mahometà Anglo-Oriental, i va ser un dels cofundadors de la universitat Jamia Milliyya Islamiyya el 1920 que després fou transferida a Delhi.
Mohammad Ali va ser membre fundador de la Lliga Musulmana a Dacca el 1906, de la qual va ser el seu president el 1918. Es va mantenir actiu en la Lliga fins al 1928. Ali va representar la delegació musulmana que va viatjar a Anglaterra el 1919 per tal de convèncer el govern britànic perquè aquest evités que Mustafa Kemal deposés Mehmet VI, sultà de Turquia, que alhora era el califa de l'Islam. La negativa del govern britànic va provocar la formació del comitè Khalifat, el qual va dirigir als musulmans indis a protestar i boicotejar el govern.
Cap a 1921 Ali va formar una coalició de nacionalistes musulmans entre qui hi havia Mawlana Shawkat Ali, Mawlana Azad, Hakim Ajmal Khan, Mukhtar Ahmed Ansari i el dirigent nacionalista indi Mahatma Gandhi, que va aconseguir el suport del Congrés Nacional Indi i de milers d'hindús com a mostra d'unitat. Ali va donar suport al cridat de Gandhi a un moviment de resistència nacional civil, i va inspirar diverses protestes i vagues al llarg de l'Índia. Va ser arrestat per les autoritats britàniques i va estar a presó durant dos anys per haver presentat un discurs considerat sediciós en la Conferència Khilafat. Va ser elegit president del Congrés Nacional Indi el 1923.
Desil·lusionat pel fracàs del moviment Khilafat i la decisió de Gandhi de suspendre la desobediència civil el 1922 degut a l'incident de Chauri Chaura, Mohammad Ali va deixar el Partit del Congrés i reinicia la publicació del seu setmanari Hamdard. Es va oposar a la no acceptació d'electorats separats per a musulmans contingut al "Report Nehru", document que proposava reformes constitucionals i l'estatus de domini, nació autònoma dins de l'Imperi Britànic, redactat per un comitè de membres hindús i musulmans del Partit del Congrés, encapçalats pel president Motilal Nehru. Va donar suport als catorze punts de Muhammad Ali Jinnah i la seva Lliga. Va esdevenir un crític de Gandhi, trencant amb líders musulmans com Mawlana Azad, Hakim Ajmal Khan i Mukhtar Ahmed Ansari, que van continuar recolzant Gandhi i al Congrés Nacional Indi. Ali va assistir a la Conferència de la Taula Rodona mantenint l'opinió que només la Lliga Musulmana parlava pels musulmans indis.
Va morir després de la conferència a Londres, el 4 de gener de 1931, i va ser enterrat a Jerusalem d'acord amb els seus propis desigs.